# Église Saint-Vitus de Naarden
L'église Saint-Vitus de Naarden est une église protestante située à Naarden  aux Pays-Bas, partie de la commune de Gooise Meren.
C'est la plus grande église de Naarden et la plus haute structure de la ville.

## Historique
L'église est dédiée à saint Vite, ou saint Vith (Vitus en latin, d'où son appellation).
La partie la plus ancienne est la tour, reste d'une église précédente construite de 1380 à 1440. Le reste de l'édifice a été construit de 1455 à 1518, période durant laquelle l'église a été détruite à deux reprises par le feu.

## Dimensions
Les dimensions de l'édifice sont les suivantes ;

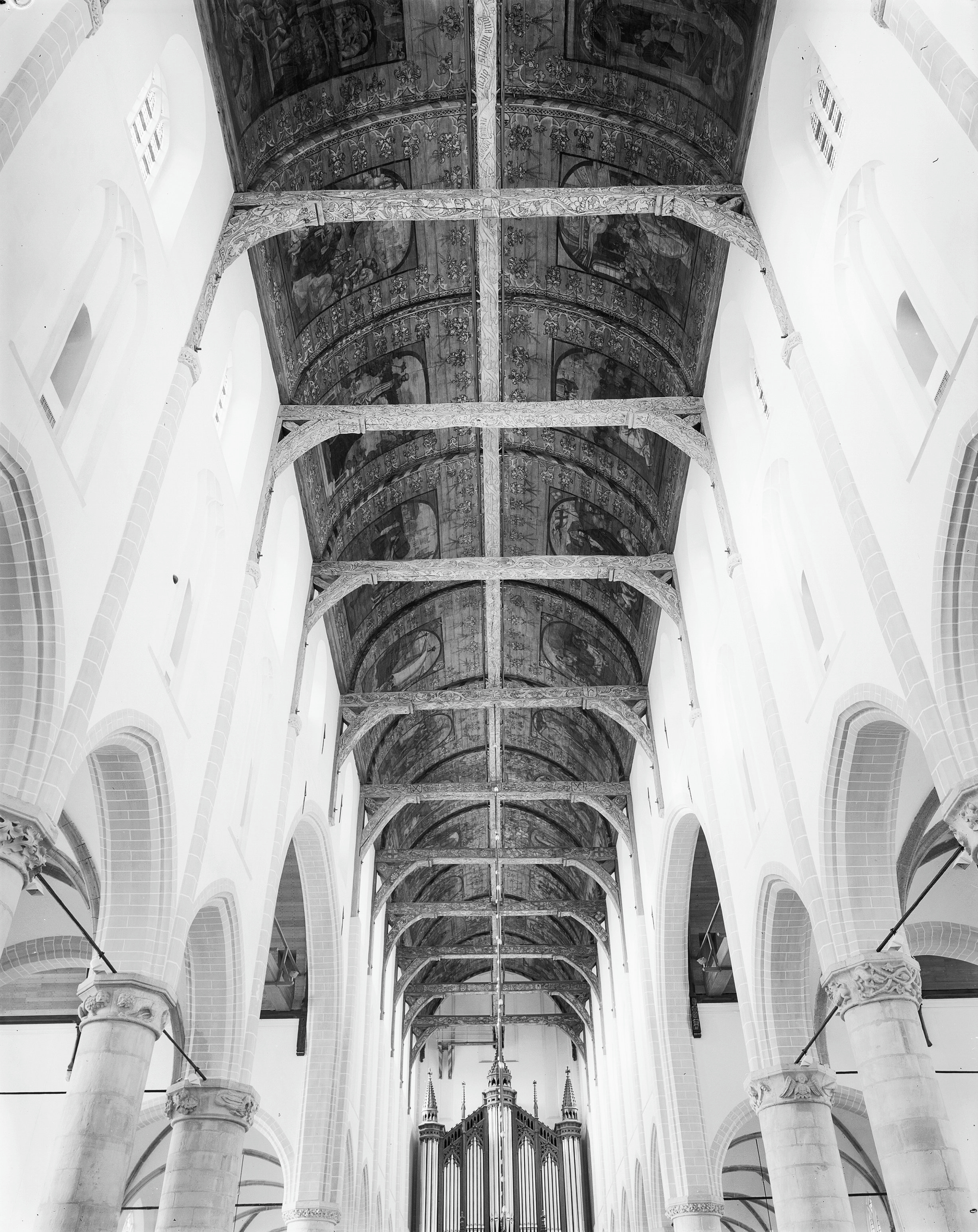
Intérieur de l'église

- Hauteur sous voûte ; 25 m
- Hauteur de la tour : 73 m